# 용인시의 향토문화재
용인시의 향토문화재는 「문화재보호법」 및 「경기도 문화재 보호 조례」에 따라 지정되지 아니한 것으로서 향토문화의 역사적, 예술적, 학술적, 기술적, 경관적 가치가 있고 지역적 특징이 뚜렷하여 용인시가 지정·인정한 "향토유적"과 "향토민속"을 말한다.
"향토유적"이란 향토문화재 중 건조물, 서적, 고문서, 회화, 조각, 공예품, 고고자료(考古資料), 민속자료, 명승지 등 유형의 문화적 소산으로서 보존이 필요한 것을 말한다.
"향토민속"이란 향토문화재 중 전통적 연극, 음악, 무용, 공예기술, 의식, 음식제조 등 무형의 문화적 소산으로서 보존이 필요한 것을 말한다.

## 지정 목록

### 향토유적
| 번호   | 그림 | 명칭                                                    | 소재지                                                                            | 소유자 (관리자)                 | 지정·해제일자                                                                        | 비고 |
| ------ | ---- | ------------------------------------------------------- | --------------------------------------------------------------------------------- | ------------------------------- | ------------------------------------------------------------------------------------ | ---- |
| 1호    | .    | 용인향교 (龍仁鄕校)                                     | 용인시 기흥구 언남동 335                                                          | 용인향교 (경기향교재단)         | 1986년 5월 31일 지정, 2018년 9월 10일 해제, 경기도 문화재자료 제188호로 승격         |      |
| 2호    |      | 조광조의 묘 (趙光祖의 墓)                               | 용인시 수지구 상현동 산55-1                                                       |                                 | 1986년 5월 31일 지정, 1999년 10월 18일 해제, 경기도 기념물 제169호로 승격            |      |
| 3호    |      | 오달제 묘소 및 대낭장비 (吳達濟 墓所 및 帶囊藏碑)       | 용인시 처인구 모현읍 오산리 산 45-14                                              | 오윤환, 오세윤                  | 1986년 5월 31일 지정                                                                 |      |
| 4호    |      | 이주국장군 묘 및 신도비                                 | 용인시 처인구 원삼면 문촌리 산35-1                                                | 정인균                          | 1986년 5월 31일 지정                                                                 |      |
| 5호    |      | 남구만 선생 묘                                          | 용인시 처인구 모현읍 초부리 산1-5                                                 | 남춘희                          | 1990년 11월 22일 지정                                                                |      |
| 6호    |      | 남구만초상                                              | 용인시 처인구 모현읍 갈담리 521                                                   | 남춘희                          | 1990년 11월 22일 지정                                                                |      |
| 7호    |      | 조중회 묘                                               | 용인시 처인구 원삼면 학일리 산49-1                                                | 권영은                          | 1990년 11월 22일 지정                                                                |      |
| 8호    |      | 음애 이자 묘역 (陰崖 李耔 墓域)                         | 용인시 기흥구 지곡동 산 11-17                                                     |                                 | 1990년 11월 22일 지정, 2000년 6월 12일 해제, 경기도 기념물 제172호로 승격            |      |
| 9호    |      | 풍창부부인 조씨 묘소                                    | 용인시 기흥구 상하동 산46-32                                                      | 민병선                          | 1990년 11월 22일 지정                                                                |      |
| 10호   |      | (미상)                                                  |                                                                                   |                                 | 1990년 11월 22일 지정, 해제일자 미상, 해제사유 미상                                  |      |
| 11호   |      | (미상)                                                  |                                                                                   |                                 | 1990년 11월 22일 지정, 해제일자 미상, 해제사유 미상                                  |      |
| 12호   |      | 오명항 선생 묘 (吳命恒 先生 墓)                         | 용인시 처인구 모현읍 오산리 산 5                                                  | 오승환, 오문환                  | 1990년 11월 22일 지정                                                                |      |
| 13호   |      | 정몽주 초상화                                           | 용인시 처인구 모현읍 능원리 포은공파 종택 영당                                    |                                 | 1990년 11월 22일 지정, 2011년 12월 13일 해제, 분실되어 2006년 모사본으로 제작        |      |
| 14호   |      | 오도일 초상화                                           | 용인시 처인구 모현읍 오산리 39                                                    | 오승환, 오문환                  | 1990년 11월 22일 지정                                                                |      |
| 15호   |      | 유순정 초상화                                           | 용인시 처인구 모현읍 일산리 276                                                   | 유태홍                          | 1990년 11월 22일 지정 2009년 3월 10일 해제 경기도 유형문화재 제209호로 재지정        |      |
| 16호   |      | 유홍 초상화                                             | 용인시 처인구 모현읍 일산리 276                                                   | 유태홍                          | 1990년 11월 22일 지정                                                                |      |
| 17호   |      | (미상)                                                  |                                                                                   |                                 | 1990년 11월 22일 지정, 해제일자 미상, 해제사유 미상                                  |      |
| 18호   |      | 연안부부인 전씨 묘                                      | 용인시 기흥구 마북동 산 2-4                                                       | 윤재희                          | 1990년 11월 22일 지정                                                                |      |
| 19호   |      | 두창리 삼층석탑                                         | 용인시 처인구 원삼면 두창리 1447-2                                                | 목갑균                          | 1990년 11월 22일 지정                                                                |      |
| 20호   |      | 화산리 요지                                             | 용인시 처인구 이동읍 화산리 183-4                                                 |                                 | 1990년 11월 22일 지정, 해제일자 미상, 해제사유 미상                                  |      |
| 21호   |      | 이일 장군 묘소                                          | 용인시 처인구 모현읍 매산리 산108-1                                               | 이윤영                          | 1990년 11월 22일 지정                                                                |      |
| 22호   |      | 사암리 선돌                                             | 용인시 처인구 원삼면 사암리 753-2                                                 | 김화백                          | 1990년 11월 22일 지정                                                                |      |
| 23호   |      | 가창리 부도                                             | 용인시 처인구 백암면 가창리 산56-2                                                | 심혁태                          | 1990년 11월 22일 지정                                                                |      |
| 24호   |      | 허계 영정                                               | 용인시 처인구 원삼면 맹리 436                                                     |                                 | 1992년 10월 12일 지정, 2011년 12월 13일 해제, 2010년 국립중앙박물관에 기증           |      |
| 25호   |      | 허적 영정                                               | 용인시 처인구 원삼면 맹리 436                                                     | 허정                            | 1992년 10월 12일 지정                                                                |      |
| 26호   |      | 충렬서원 중수록                                         | 용인시 처인구 모현읍 능원리 118-1                                                 | 정두화 (용인유적전시관)         | 1992년 10월 12일 지정                                                                |      |
| 27호   |      | 충렬서원 선생안                                         | 용인시 처인구 모현읍 능원리 118-1                                                 | 정두화 (용인유적전시관)         | 1992년 10월 12일 지정                                                                |      |
| 28호   |      | (미상)                                                  |                                                                                   |                                 | 1992년 10월 12일 지정, 해제일자 미상, 해제사유 미상                                  |      |
| 29호   |      | (미상)                                                  |                                                                                   |                                 | 1992년 10월 12일 지정, 해제일자 미상, 해제사유 미상                                  |      |
| 30호   |      | (미상)                                                  |                                                                                   |                                 | 1992년 10월 12일 지정, 해제일자 미상, 해제사유 미상                                  |      |
| 31호   |      | 진화 묘 (陳澕 墓)                                       | 용인시 처인구 남사면 원암리 산38                                                  | 진일장, 진길장                  | 1992년 10월 12일 지정                                                                |      |
| 32호   |      | 이애ㆍ경신공주 묘                                       | 용인시 처인구 포곡읍 신원리 산40-11                                               | 이재근, 이원석                  | 1992년 10월 12일 지정                                                                |      |
| 33호   |      | 죽정 최유경 묘역                                        | 용인시 기흥구 공세동 산1-1                                                        |                                 | 1992년 10월 12일 지정, 2003년 4월 21일 해제, 경기도 문화재자료 제120호로 승격        |      |
| 34호   |      | 오희문 묘                                               | 용인시 처인구 모현읍 오산리 산5                                                   | 오승환                          | 1992년 10월 12일 지정                                                                |      |
| 35호   |      | 이재 선생 묘                                            | 용인시 처인구 이동읍 천리 산58                                                    | 지희천                          | 1992년 10월 12일 지정                                                                |      |
| 36호   |      | 양천허씨 노비분재기                                     | 용인시 처인구 원삼면 맹리 294                                                     | 허장                            | 1992년 10월 12일 지정                                                                |      |
| 37호   |      | 홍계희 묘                                               | 용인시 처인구 모현읍 일산리 산2-1                                                 | 박종실                          | 1992년 10월 12일 지정                                                                |      |
| 38호   |      | (미상)                                                  |                                                                                   |                                 | 1992년 10월 12일 지정, 해제일자 미상, 해제사유 미상                                  |      |
| 39호   |      | 두창리 선돌                                             | 용인시 처인구 원삼면 두창리 2025                                                  | 목갑균                          | 1997년 12월 10일 지정                                                                |      |
| 40호   |      | 황림 묘                                                 | 용인시 수지구 고기동 산14                                                         | 황규춘                          | 1997년 12월 10일 지정                                                                |      |
| 41호   |      | 유복립 정려각                                           | 용인시 처인구 양지면 송문리 산 124-5                                              | 유강희                          | 1997년 12월 10일 지정                                                                |      |
| 42호   |      | 운학동 돌무지                                           | 용인시 처인구 운학동 141                                                          | 김득배                          | 1997년 12월 10일 지정                                                                |      |
| 43호   |      | 운학동 돌방무덤                                         | 용인시 처인구 운학동 산 11-1                                                      | 김종필                          | 1997년 12월 10일 지정                                                                |      |
| 44호   |      | 운학동 돌무지군                                         | 용인시 처인구 운학동 산 11-1                                                      | 김종필                          | 1997년 12월 10일 지정, 2019년 1월 해제, 정밀 발굴 조사 결과 고분이나 의례시설이 아님 |      |
| 45호   |      | 서리 상반 고려백자요지                                  | 용인시 처인구 이동읍 서리 547                                                     | 원영철                          | 1997년 12월 10일 지정                                                                |      |
| 46호   |      | 이경증 신도비 및 묘                                     | 용인시 기흥구 영덕동 산 68-16(묘), 산68-21(신도비)                                | 이종만                          | 1997년 12월 10일 지정                                                                |      |
| 47호   |      | 정윤복·정호선 묘 및 신도비 (丁胤福·丁好善 墓 및 神道碑) | 용인시 처인구 포곡읍 전대리 산 21-3, (묘소) 전대리 산 21-3, (신도비) 전대리 416-1 | 정창진                          | 1999년 1월 21일 지정                                                                 |      |
| 48호   |      | 남양홍씨 무관묘역 (南陽洪氏 武官墓域)                   | 용인시 기흥구 중동 산16                                                           | 홍재수                          | 1999년 7월 14일 지정                                                                 |      |
| 49호   |      | 이한응 열사 묘                                          | 처인구 이동읍 덕성리 산70-1                                                       | 조남준                          | 1999년 7월 14일 지정                                                                 |      |
| 50호   |      | 사은정                                                  | 용인시 기흥구 지곡동 615                                                          | 이영구                          | 2001년 3월 17일 지정                                                                 |      |
| 51호   |      | 이완 묘 및 정려각                                       | 용인시 수지구 고기동 산20-1                                                       | 이장섭                          | 2001년 4월 18일 지정                                                                 |      |
| 52호   |      | 마북리 석불입상 및 석탑                                 | 용인시 기흥구 마북동 330-1                                                        | 용인시                          | 2001년 4월 18일 지정                                                                 |      |
| 53호   |      | 약천선생 별묘                                           | 용인시 처인구 모현읍 갈담리 521                                                   | 남춘희                          | 2001년 12월 20일 지정                                                                |      |
| 54호   |      | 의령남씨문중고문서일괄9건                               | 용인시 처인구 모현읍 갈담리 521                                                   | 남춘희                          | 2001년 12월 20일 지정                                                                |      |
| 55호   |      | 목신리 보살상                                           | 용인시 처인구 원삼면 목신리 147-2                                                 | 오완영                          | 2001년 12월 20일 지정                                                                |      |
| 56호   |      | 이숙기 묘                                               | 용인시 처인구 남사면 아곡리 산6-1                                                 | 정양공종회                      | 2004년 1월 19일 지정                                                                 |      |
| 57호   |      | 이백지 묘 (李伯持 墓)                                   | 용인시 처인구 포곡읍 가실리 산12-3                                                | 용인이씨 종중 (이광섭)          | 2006년 7월 31일 지정                                                                 |      |
| 58-1호 |      | 치성광여래도                                            | 용인시 처인구 백암면 근곡리 331-5                                                 | 광제사                          | 2007년 3월 30일 지정                                                                 |      |
| 58-2호 |      | 신중도                                                  | 용인시 처인구 백암면 근곡리 331-5                                                 | 광제사                          | 2007년 3월 30일 지정                                                                 |      |
| 59호   |      | 묵계 유복립 묘                                          | 용인시 처인구 양지면 송문리 산 16                                                 | 유강희                          | 2007년 8월 14일 지정                                                                 |      |
| 60호   |      | 이중인 묘                                               | 용인시 기흥구 영덕동 산8                                                          | 용인이씨 종중 (이광섭)          | 2007년 8월 14일 지정                                                                 |      |
| 61호   |      | 소조독존나한상                                          | 용인시 처인구 김량장동 산33-25                                                    | 서창사                          | 2007년 8월 14일 지정                                                                 |      |
| 62호   |      | 장경사 산신탱화                                         | 용인시 처인구 원삼면 학일리 484-2                                                 | 장경사                          | 2009년 3월 4일 지정                                                                  |      |
| 63호   |      | 이사위 묘 (李士渭 墓)                                   | 용인시 처인구 모현읍 매산리 산108-1                                               | 이광섭                          | 2009년 3월 4일 지정                                                                  |      |
| 64호   |      | 보광사 신중탱화                                         | 용인시 처인구 유방동 808                                                          | 보광사 주지                     | 2009년 11월 20일 지정                                                                |      |
| 65호   |      | 동도사 석불좌상                                         | 용인시 처인구 이동읍 어버리 807-9                                                 | 동도사                          | 2011년 6월 27일 지정                                                                 |      |
| 66호   |      | 용천리 오층석탑                                         | 용인시 처인구 백암면 용천리 산67-11번지                                           | 용인시                          | 2012년 8월 2일 지정                                                                  |      |
| 67호   |      | 이사주당·유한규 묘                                      | 용인시 모현읍 왕산리 산85번지                                                     | 진주류씨목천공파                | 2016년 1월 6일 지정                                                                  |      |
| 68호   |      | 안희중 효자정문                                         | 용인시 처인구 백암면 박곡리 96번지                                                | 순흥안씨대춘공파종중            | 2017년 1월 24일 지정                                                                 |      |
| 69호   |      | 안몽윤 묘역                                             | 용인시 처인구 삼가동 28-7번지                                                     | 순흥안씨순원군공파종중          | 2017년 1월 24일 지정                                                                 |      |
| 70호   |      | 죽산박씨 문헌공파 묘역 (박원형·박안성·박지영 묘)        | 용인시 백암면 옥산리 산48-1                                                       | 죽산박씨 문헌공파 종중          | 2018년 10월 22일 지정                                                                |      |
| 71호   |      | 은이성지 김가항성당                                     | 용인시 처인구 양지면 남곡리 687번지                                               | 주교수원교구유지재단 (은이성지) | 2020년 3월 13일 지정                                                                 |      |

### 향토민속
| 지정번호 | 그림 | 명칭               | 보유단체                             | 전승지역    | 지정일자             | 비고                             |
| -------- | ---- | ------------------ | ------------------------------------ | ----------- | -------------------- | -------------------------------- |
| 1호      |      | 용인 할미성 대동굿 | 할미성대동굿보존회, 할미성농악보존회 | 용인시 관내 | 2016년 1월 6일 지정  |                                  |
| 2호      |      | 경기향토소리       | 최근순                               | 용인시 관내 | 2017년 5월 10일 지정 |                                  |
| 3호      |      | 포곡상여놀이       |                                      | 용인시      | 2019년 1월 21일 지정 | [ 깨진 링크 ( 과거 내용 찾기 ) ] |

## 참고 문헌
- 용인시 홈페이지 - 고시/공고
- 용인시보